# Серро-Асуль (муниципалитет)
Се́рро-Асуль (исп. Cerro Azul) — муниципалитет в Мексике, штат Веракрус, расположен в регионе Нижняя Уастека. Административный центр — город Серро-Асуль.

## История
В 1906 году в этих местах была обнаружена нефть. В феврале 1916 года скважина «Серро-Асуль № 4» показала максимальную нефтедобычу в мире на тот момент.
27 ноября 1963 года был создан муниципалитет Серро-Асуль.

## Экономика
Добыча нефти.